# جيرالد فريدمان
جيرالد فريدمان (بالإنجليزية: Gerald Freedman)‏ هو كاتب أغاني ومخرج وشاعر أمريكي، ولد في 25 يونيو 1927 في لورين في الولايات المتحدة.

## وصلات خارجية
- جيرالد فريدمان على موقع IMDb (الإنجليزية)
- جيرالد فريدمان على موقع قاعدة بيانات برودواي على الإنترنت (الإنجليزية)
- جيرالد فريدمان على موقع قاعدة بيانات الفيلم (الإنجليزية)
- جيرالد فريدمان على موقع كينوبويسك (الروسية)